# 53 Korpus Strzelecki (ZSRR)
53 Korpus Strzelecki (ros. 53-й стрелковый корпус)  – wyższy związek taktyczny piechoty Armii Czerwonej z okresu II wojny światowej.

## Formowanie i walki
53 Korpus Strzelecki (53 KS) od 22 czerwca 1941 brał udział w wielkiej wojny ojczyźnianej. Atakowany przez armie III Rzeszy w walkach odwrotowych poniósł dotkliwe straty. Rozwiązanie 53 KS nastąpiło 1 sierpnia 1941. 
Po drugim formowaniu, mającym miejsce 12 lipca 1943 jego szlak bojowy w walce z armią niemiecką prowadził z rejonu Tuły przez Briańsk, Swietłogorsk, Hajnówkę, Ostrów Mazowiecką, Pułtusk, Maków Mazowiecki, Olsztynek i Miłakowo, a zakończył w rejonie Młynary - Płoskinia. W czasie walk na ziemiach polskich dowodzony był przez gen. mjra Iwana Garcewa i wchodził w skład 28 Armii.

## Dowódcy korpusu
- gen. mjr Dmitrij Sielezniow (18.08.1939 - 03.08.1941)
- gen. mjr Iwan Garcew[2] (26.07.1943 - 09.05.1945)[1]ok

## Struktura organizacyjna
Skład 22 czerwca 1941:
- 107 Dywizja Piechoty
- 133 Dywizja Piechoty
- 178 Dywizja Piechoty[3].

Skład 1 maja 1945:   
- 17 Dywizja Piechoty
- 96 Dywizja Piechoty
- 194 Dywizja Piechoty[4].